# Meteor-Klasse (1887)
Die drei Torpedokanonenboote der Meteor-Klasse wurden als Torpedoschiffe für die k. u. k. Kriegsmarine gebaut. Die Meteor wich in Größe und Bewaffnung leicht von den beiden folgenden Booten Blitz und Komet ab. Die aus den ersten Divisionstorpedobooten der deutschen Marine entwickelten Boote waren der erste Exportauftrag der Schichau-Werft in Elbing für einen später als Zerstörer bezeichneten großen Torpedobootstyp, dem weitere, wie die russische Kasarski-Klasse, folgten.
Die k. u. k. Kriegsmarine beschaffte bis 1896 noch vier weitere ähnliche Boote, von denen zwei, Satellit (1893, 616 t) und Magnet (1896, 544 t), nach abweichenden Plänen von Schichau sowie die Planet (1891, 540 t) von Palmers aus England geliefert wurden. Die Trabant (1890, 610 t) wurde in Triest gebaut.

## Baugeschichte

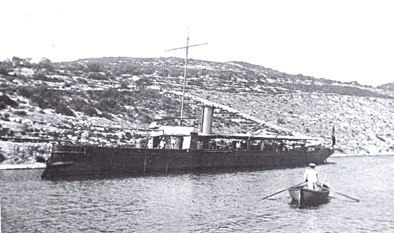
SMS Meteor 1887

Die Meteor war der zweite Auftrag der k.u.k. Kriegsmarine an die ostpreußische Werft nach zwei Torpedobooten (Sperber, Habicht) von 86 t, die 1886 geliefert worden waren. Im November 1886 wurde der Auftrag für die 360 t große Meteor erteilt, die dann am 15. Mai 1888 vom Stapel lief. Die Antriebsanlage des Bootes bestand aus zwei Lokomotivkesseln und einer Dreifach-Expansionsmaschine, die bis zu 3500 PSi leisten konnte. Bei einer Probefahrt am 25. August 1888 erreichte die Meteor damit 23,1 kn. Dies führte zu einer Sonderprämie an die Werft, allerdings wurde eine derartige Geschwindigkeit dann von der Meteor im Dienst nie wieder erreicht.
Bewaffnet wurde das Boot mit neun 47-mm-Hotchkiss-Schnellfeuerkanonen, die an den Seiten aufgestellt waren. Dazu kam bei der Fertigstellung noch ein starres 35-cm-Torpedorohr.
Nach der genannten Hochgeschwindigkeitsfahrt wurde die SMS Meteor am 3. September 1887 von der k.u.k. Kriegsmarine übernommen und trat sofort die Überführungsfahrt ins Mittelmeer an. Unterwegs lief das Boot Helsingör, Cowes und Gibraltar an, ehe es am 27. September den österreichischen Kriegshafen Pola erreichte.
Im Oktober 1887 wurden zwei weitere Boote bestellt, deren Bau im Februar und April 1888 begonnen wurde. Sie liefen am 7. Juli als Blitz und am 18. August 1888 als Komet vom Stapel. Die neuen Boote waren mit 59 m zwischen den Loten zwei Meter länger als die Meteor. Das Vorschiff war länger und die größte Breite von 7,42 m des spindelförmigen Rumpfes lag dadurch verhältnismäßig weiter hinten. Der normale Tiefgang betrug nur 2,11 m, so dass die Verdrängung der Nachbauten mit 360 t (maximal 420 t) nahezu identisch blieb. Antriebsanlage und Bewaffnung entsprachen der Meteor. Lediglich die beiden 47-mm-Schnellfeuerkanonen vor der Brücke stammten von Skoda und hatten ein längeres L/44-Rohr. Diese Waffe ersetzte später auch die Hotchkiss-Kanonen. Bei einem Kohlenvorrat von 104 t hatten die neuen Boote einen Fahrbereich von 3570 sm bei 11 kn.
Die Komet erreichte auf ihrer Abnahmefahrt am 25. Oktober 1888 20,65 kn bei einer Antriebsleistung von 2860 PSi. Die Blitz, die schon länger erprobt wurde, wurde am folgenden Tag abgenommen und begann ihre Überführungsfahrt. Sie hat am 29. August 21,5 kn bei 2900 PSi erreicht. Sie lief auf der Reise in das Mittelmeer Helsingör, Dover, Plymouth (31 Tage Aufenthalt), El Ferrol und Gibraltar an und besuchte dann noch Palermo und Messina, ehe sie am 23. Dezember Pola erreichte. Die Komet folgte in das Mittelmeer am 10. November über den niederländischen Marinestützpunkt Den Helder, IJmuiden, Portsmouth (13 Tage Aufenthalt), Brest, Cádiz, Gibraltar (2 Tage nach Blitz) und Messina. Am 27. Dezember 1888 traf auch sie in Pola ein.

## Einsatzgeschichte
Die am 27. September 1887 in Pola eingetroffene SMS Meteor wurde vollständig ausgerüstet und führte einige Tests durch. Dabei wurde nur eine Höchstgeschwindigkeit von 19,7 kn erreicht. 1888 machte das Boot im April eine Probefahrt mit der Kronprinzessin Stephanie an Bord. Es folgte die einzige längere Auslandsreise der Meteor während ihrer Dienstzeit mit einem Verband zur Weltausstellung nach Barcelona, wo sie vom 10. bis zum 27. Mai verblieb. Die Anreise erfolgte ab dem 27. April über Messina und die Straße von Bonifacio und auf der Rückreise bis zum 3. Juni wurde Messina erneut angelaufen.

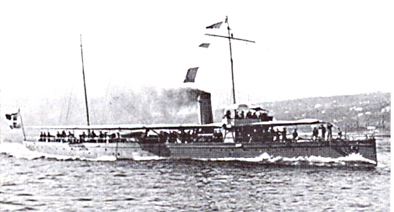
SMS Komet

1889 machte die Komet ab dem 18. September eine Fahrt entlang der italienischen Adriaküste und besuchte Venedig, Ancona, dann Split und wieder auf der italienischen Seite Manfredonia, Bari, Brindisi und Tarent, ehe sie über Korfu bis zum 26. Oktober nach Pola zurücklief. Am 24. Dezember 1889 nahm sie vor dem Schloss Miramare bei „strengster Geheimhaltung“ die Kaiserin Elisabeth, deren jüngste Tochter Marie Valerie und deren Verlobten, Erzherzog Franz Salvator, zu einer Kreuzfahrt im Golf von Triest an Bord, die nach den Weihnachtstagen am 27. in Triest das Boot wieder verließen.
Die drei Torpedokanonenboote waren im Winter außer Dienst und übten im Sommer meist zusammen mit den kleineren Torpedobooten. Im November 1895 verlegte die Blitz nach Piräus, reiste durch die Ägäis (Saloniki, Skyros, Syros, das damals noch türkische Limnos, die türkische Insel Tenedos, das damals noch türkische Chios, Çeşme an der anatolischen Küste, das griechische Santorin, Nio, Parvo, Mykonos, Zea, Cerigo an der Südspitze des Peloponnes) und dann entlang der griechischen Küste über Calamotta und Ithaka nach Teodo, wo die Heimatgewässer erreicht wurden. Über einige Häfen an der dalmatinischen Küste erreichte die Blitz im März 1896 wieder Pola.

### Einsatz vor Kreta

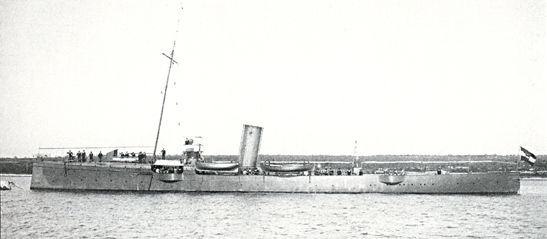
Die größere SMS Satellit

Die Landung griechischer Truppen im Februar 1897 auf Kreta während des Türkisch-Griechischen Kriegs führte zu einem Eingreifen der Großmächte und auch die k.u.k. Kriegsmarine gehörte zu den massiv eingreifenden Verbänden. Insgesamt kamen vor Kreta 20 Schiffe und Boote der Kriegsmarine zum Einsatz und der österreichische Marineverband war der drittgrößte nach der Royal Navy und der Regia Marina. Die Blitz verlegte im März als neunte Einheit mit den Torpedobooten Star und Krähe nach Kreta und verblieb dort bis Anfang Dezember 1897. Die Komet ersetzte Anfang April als zwölfte Einheit die eigentlich vorgesehene Meteor, die durch einen Kesselschaden ausgefallen war, und verlegte mit den Torpedobooten Flamingo, Marabu und Harpie nach Kreta, um dann Ende Oktober zusammen mit den Torpedobooten Flamingo, Marabu und Krähe abgezogen zu werden. Nach dem Eintreffen der Komet bestand der k.u.k.-Blockadeverband neben den beiden genannten Zerstörern und fünf Torpedobooten aus schon im Februar und Anfang März eingetroffenen Einheiten: dem Panzerkreuzer Kaiserin und Königin Maria Theresia als Flaggschiff, dem Turmschiff Kronprinzessin Erzherzogin Stephanie, dem Torpedokreuzer Tiger, den Torpedoschiffen Sebenico und Satellit sowie drei weiteren Torpedobooten (Sperber, Kiebitz, Elster).

### Spätere Nutzung und Modifikationen
Die Blitz blieb nach dem Kreta-Einsatz zu den üblichen Zeiten im Dienst und führte 1900 und 1901 Funkversuche durch. 1902 wurde sie außer Dienst gestellt und bis 1903 überholtstelle des 47-mm-Heckgeschützes erhielt sie auf dem Hinterschiff ein zusätzliches, drehbares 35-cm-Torpedorohr, wie es die vergleichbare russische Kasarsky-Klasse schon bei Fertigstellung erhalten hatte. Danach ging das Boot allerdings in die Reserve. Kurzfristig war die Blitz im Winter 1906 Schulboot der Marineakademie. In der Reserve befindlich wurden ihre Kessel im Jahr 1908 getauscht. Im August 1909 wurde das Boot nach Sebenico verlegt und diente der Erzherzogin Maria Josepha als Yacht. Sie wurde dann regelmäßig zu Küstenschutzübungen herangezogen un im Herbst zur Überwachung der albanischen Küste herangezogen, bis sie im Januar 1914 in Pola wieder außer Dienst gestellt wurde.
Auch die Komet war zeitweise in Reserve, diente aber ab 1904 als Schulboot der Marineakademie. Zuvor hatte sie 1904 auf dem Hinterschiff wie die Blitz ein zusätzliches, drehbares Torpedorohr erhalten. Ab 1911 war sie wieder Teil der Torpedobootflottille und stellte am 22. Februar 1913 außer Dienst. Ihre Kessel wurden gegen zwei moderne Yarrow-Kessel getauscht und sie erhielt einen zweiten Schornstein. Am 23. März stellte die überholte Komet wieder in Dienst und wurde in Sebenico für Küstenschutzaufgaben stationiert.
Die Meteor war bis 1913 meist in der Reserve, gelegentlich im Sommer im Dienst. 1901 wurden ihre Kessel überholt, 1910 neue Kessel eingebaut und die Maschine überholt. 1905 wurden ihre Masten verändert und auf dem Hinterschiff wie bei den beiden neueren Booten ein drehbares Torpedorohr installiert. Aufgaben außerhalb der normalen Übungen versah sie 1905, als sie im Sommer vier Monate Vermessungsaufgaben an der dalmatinischen Küste versah. 1913 wurde sie kriegsmäßig ausgerüstet, erreichte noch 17,31 kn beim Abnahmetest und wurde dann wie die Blitz zur Kontrolle der albanischen Küste entsandt, wo sie bis Ende März 1914 im Einsatz blieb.

### Kriegseinsatz
Ab 1914 diente die Meteor als lokales Sicherungsboot in Pola mit Schulaufgaben. Sie sicherte Transportschiffe, verfolgte feindliche U-Boote und brachte gelegentlich notgelandete Flugzeuge ein.
Die in Sebenico stationierte Komet blieb im Küstenschutz und wurde auch als Minensucher eingesetzt. Im März 1915 wurde sie ihre Torpedobewaffnung weitergehend modernisiert, in dem sie auf dem Vorschiff auch ein drehbares Torpedorohre für 45-cm-Torpedos erhielt. Das achtere Torpedorohr wurde gleichartig ausgetauscht. Das alte starre Bugrohr wurde ausgebaut und der Bug geschlossen. Dazu erhielt das Boot eine Funkanlage. Beim Abschleppen eine Torpedoboots lief die Komet im Oktober auf und wurde erheblich beschädigt. Gerade elf Tage wieder im Dienst unterlief ihr das gleiche Missgeschick im November. 1917 wurde sie bei Kap Planka vom französischen U-Boot Le Verrier angegriffen, dessen Torpedo sie aber verfehlte. Sie selbst konnte das U-Boot mit einem Torpedo beschädigen. Das Boot sicherte 1917 und 1918 Transporte entlang der Küste. Anfang 1918 wurde sie nochmals umbewaffnet und die beiden vorderen 47-mm-Geschütze durch zwei 7-cm-L/45-Schnellfeuerkanonen ersetzt. Ende September 1918 lief die Komet kurz hintereinander zweimal nahe der Insel Veglia auf. Schraube und Welle sowie das Bugruder wurden schwer beschädigt. Das Boot wurde bis zum Kriegsende zwar erst nach Sebenico, dann nach Pola verbracht aber nicht mehr instand gesetzt.
Die Blitz wurde nach Ausbruch des Weltkrieges wieder in Dienst gestellt und für Küstenschutzaufgaben zwischen Pola und Cattaro bis zum Kriegsende ohne besondere Vorkommnisse eingesetzt.

## Endschicksal der drei Boote
SMS Meteor, Blitz und Komet wurden 1920 Italien zugesprochen und ausgeliefert. Die drei alten Boote wurden dort abgewrackt.

## Die Torpedofahrzeuge der k.u.k. Kriegsmarine
| Name     | Bauwerft         | Stapellauf | im Dienst  | Größe                  | Bewaffnung                    | Endschicksal                  |
| -------- | ---------------- | ---------- | ---------- | ---------------------- | ----------------------------- | ----------------------------- |
| Meteor   | Schichau, Elbing | 15.05.1887 | 3.09.1887  | 360 t, 58,7 m, 23,1 kn | 9× 47-mm-SK, 1× TR            | 1920 Italien, verschrottet    |
| Blitz    | Schichau, Elbing | 7.07.1888  | 26.10.1888 | 358 t, 60,7 m, 21,3 kn | 9× 47-mm-SK, 1× TR            | 1920 Italien, verschrottet    |
| Komet    | Schichau, Elbing | 18.08.1888 | 25.10.1888 | 358 t, 60,7 m, 20,6 kn | 9× 47-mm-SK, 1× TR            | 1920 Italien, verschrottet    |
| Planet   | Palmers, Jarrow  | 25.06.1889 | 6.12.1891  | 490 t, 66,9 m, 19,3 kn | 2× 70-mm-, 8× 47-mm-SK, 2× TR | 1920 Italien, verschrottet    |
| Trabant  | STT, Triest      | 21.05.1890 | 23.11.1890 | 530 t, 68,8 m, 20,3 kn | 2× 70-mm-, 8× 47-mm-SK, 2× TR | 1920 Italien, verschrottet    |
| Satellit | Schichau         | 21.09.1892 | 24.06.893  | 529 t, 69,3 m, 23 kn   | 1× 70-mm-, 8× 47-mm-SK, 2× TR | 1920 Frankreich, verschrottet |
| Magnet   | Schichau         | 21.03.1896 | 5.07.1896  | 485 t, 71,0 m, 25,9 kn | 6× 47-mm-SK, 3× TR            | 1920 Italien, verschrottet    |

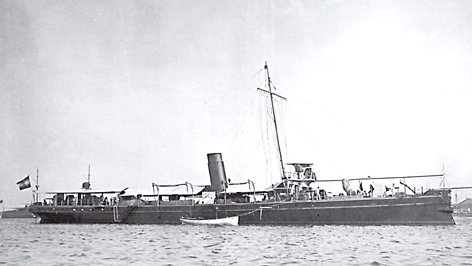
Die in England gebaute SMS Planet
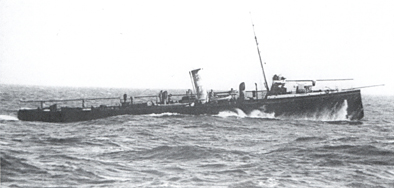
Die in Triest gebaute SMS Trabant
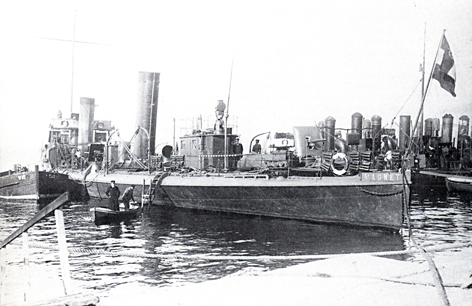
Die auch bei Schichau gebaute SMS Magnet